# العلاقات الأسترالية الفيتنامية
العلاقات الأسترالية الفيتنامية هي العلاقات الثنائية التي تجمع بين أستراليا وفيتنام.

## مقارنة بين البلدين
هذه مقارنة عامة ومرجعية للدولتين:
| وجه المقارنة                                              | أستراليا                                   | فيتنام           |
| --------------------------------------------------------- | ------------------------------------------ | ---------------- |
| المساحة (كم2)                                             | 7.69 مليون                                 | 331.69 ألف       |
| عدد السكان (نسمة)                                         | 24.51 مليون                                | 94.66 مليون      |
| الكثافة السكانية (ن./كم²)                                 | 3.19                                       | 285.39           |
| العاصمة                                                   | كانبرا، ملبورن                             | هانوي            |
| اللغة الرسمية                                             | لغة إنجليزية                               | اللغة الفيتنامية |
| العملة                                                    | دولار أسترالي، جنيه إسترليني، جنيه أسترالي | دونغ فيتنامي     |
| الناتج المحلي الإجمالي (بليون دولار)                      | 1.32 تريليون                               | 234.19 مليار     |
| الناتج المحلي الإجمالي (تعادل القوة الشرائية) بليون دولار | 1.10 تريليون                               | 553.42 مليار     |
| الناتج المحلي الإجمالي الاسمي للفرد دولار أمريكي          | 56.31 ألف                                  | 2.48 ألف         |
| الناتج المحلي الإجمالي للفرد دولار أمريكي                 | 45.92 ألف                                  | 5.63 ألف         |
| مؤشر التنمية البشرية                                      | 0.939                                      | 0.666            |
| رمز المكالمات الدولي                                      | +61                                        | +84              |
| رمز الإنترنت                                              | .au                                        | .vn              |
| المنطقة الزمنية                                           |                                            | ت ع م+07:00      |

## منظمات دولية مشتركة
يشترك البلدان في عضوية مجموعة من المنظمات الدولية، منها:
| علم المنظمة | اسم المنظمة                                      | تاريخ انضمام أستراليا | تاريخ انضمام فيتنام |
| ----------- | ------------------------------------------------ | --------------------- | ------------------- |
|             | منتدى آسيان الإقليمي ‏                            | ?                     | ?                   |
|             | الاتحاد البريدي العالمي                          | ?                     | ?                   |
|             | بنك التنمية الآسيوي                              | 1966                  | 1966                |
|             | يونسكو                                           | 4 نوفمبر 1946         | 6 يوليو 1951        |
|             | البنك الدولي للإنشاء والتعمير                    | 5 أغسطس 1947          | 21 سبتمبر 1956      |
|             | أسيان                                            | ?                     | 28 يوليو 1995       |
|             | منظمة الشرطة الجنائية الدولية                    | ?                     | ?                   |
|             | الأمم المتحدة                                    | 1 نوفمبر 1945         | 20 سبتمبر 1977      |
|             | منتدى التعاون الاقتصادي لدول آسيا والمحيط الهادئ | 6 نوفمبر 1989         | 15 نوفمبر 1998      |
|             | مؤسسة التنمية الدولية                            | 24 سبتمبر 1960        | 24 سبتمبر 1960      |
|             | المنظمة الهيدروغرافية الدولية                    | ?                     | ?                   |
|             | منظمة التجارة العالمية                           | ?                     | 11 يناير 2007       |
|             | وكالة ضمان الاستثمار متعدد الأطراف               | 10 فبراير 1999        | 5 أكتوبر 1994       |
|             | الاتحاد الدولي للاتصالات                         | 27 مايو 1878          | 24 سبتمبر 1951      |
|             | مؤسسة التمويل الدولية                            | 20 يوليو 1956         | 4 أغسطس 1967        |
|             | الفريق المعني برصد الأرض                         | ?                     | ?                   |
|             | منظمة حظر الأسلحة الكيميائية                     | ?                     | ?                   |

## أعلام
هذه قائمة لبعض الشخصيات التي تربطها علاقات بالبلدين:
- آندي تيريو (ممثل أسترالي، 10 ديسمبر 1984 – )
- روب نجوين (سائق سباق أسترالي، 18 أغسطس 1980 – )
- لوك نجوين (طاهي فيتنامي، 8 سبتمبر 1978 – )
- نام لي (1978 – )

## وصلات خارجية
- موقع وزارة الخارجية الأسترالية
- موقع وزارة الخارجية الفيتنامية